# Betriebshof Weißensee

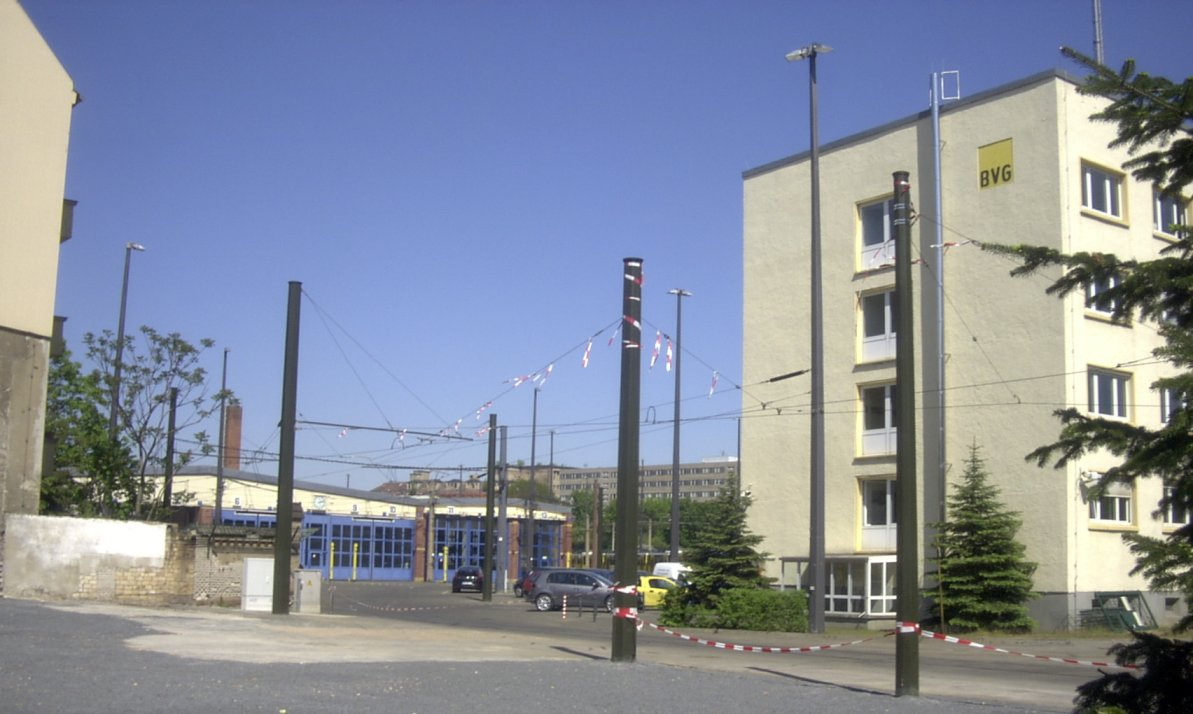
Betriebshof Weißensee, 2009

Der Betriebshof Weißensee befindet sich an der Bernkasteler Straße in Berlin-Weißensee. Er wurde 1912 als Hof XXII der Großen Berliner Straßenbahn (GBS) in Betrieb genommen, 1935 änderte die BVG das Kürzel in Wei um. Der Hof entstand als Ersatz für ein älteres Depot der ehemaligen Neuen Berliner Pferdebahn-Gesellschaft in der Rennbahnstraße und dient gegenwärtig als Einsatzstelle für mehrere Linien im Bezirk Pankow.

## Lage und Aufbau
Der Hof liegt in der Bernkasteler Straße 79/80 nordwestlich des Ortskerns von Weißensee und ist über eine zweigleisige Betriebsstrecke an die Straßenbahnstrecke in der Berliner Allee angebunden.
Er umfasst eine Wagenhalle mit zehn Aufstellgleisen, eine zweigleisige Werkstatthalle sowie eine angeschlossene Freiluft-Abstellanlage mit elf Gleisen. Die Verwaltung war in einem dreigeschossigen Bau an der Einfahrt untergebracht und diente auch zu Wohnzwecken. Es wurde später durch einen Neubau in seinen Funktionen ergänzt.

## Geschichte

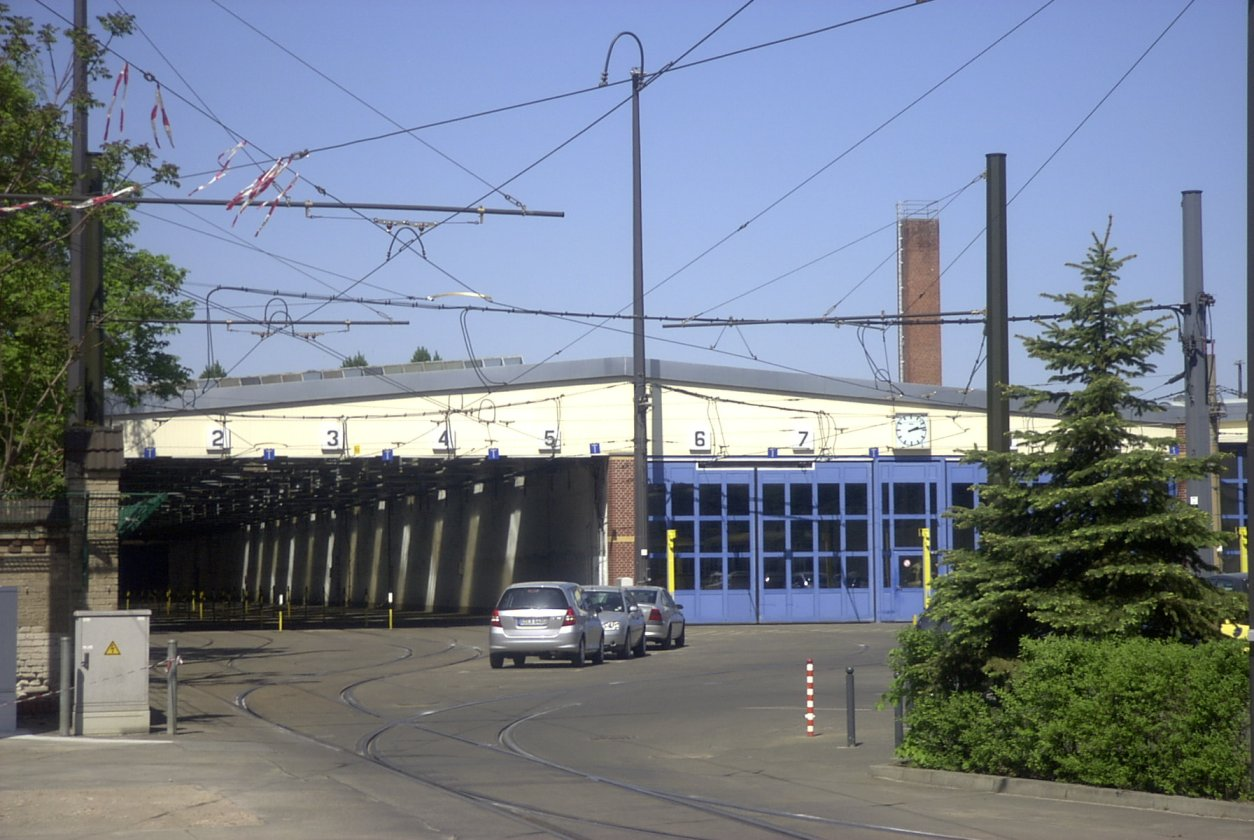
Wagenhalle des Betriebshofs, 2009

Die GBS begann ab 1911 auf dem an der Bernkasteler Straße erworbenen Gelände mit dem Bau des neuen Hofs XXII. Der bisherige Hof an der Kreuzung Rennbahnstraße Ecke Große-See-Straße ließ bedingt durch seine Lage keinen Platz für eine Erweiterung zu. Die Eröffnung fand am 11. Oktober 1912 statt. Die Grundfläche betrug zur Eröffnung 19.634 Quadratmeter und bot insgesamt 200 Wagen zu je elf Metern Länge Platz.
1928 wurden von Weißensee aus 82 Züge, in der Regel bestehend aus einem Trieb- und ein oder zwei Beiwagen, eingesetzt. Der Bestand zum 1. Juli 1949, dem Zeitpunkt der Verwaltungstrennung der BVG, wird mit insgesamt 219 Fahrzeugen angegeben, davon 87 Triebwagen, 90 Beiwagen, elf Arbeitswagen, 22 Güterloren, vier Salzwagen, vier Schneewagen und ein Hilfsgerätewagen.
In den 1970er Jahren fand ein umfassender Umbau des Betriebshofes statt, um ihn für die Stationierung der ab 1976 eingesetzten Tatra-Straßenbahnen vom Typ KT4D vorzubereiten. Die Arbeiten umfassten neben der Veränderung der Revisionsgruben auch die Einrichtung einer Elektronikwerkstatt. Ab März 1976 wurden die ersten drei KT4D-Wagen in Weißensee stationiert, der Bestand wuchs mit der Auslieferung weiterer Fahrzeuge auf insgesamt 160 Wagen an, darunter sämtliche 99 Triebwagen des Typs KT4Dt mit Thyristor-Steuerung. 1978 erfolgte der Neubau eines Verwaltungsgebäudes, in dem bis 1985 auch die Fahrschule der Straßenbahn untergebracht war.
Mit der Wende ging der Fahrzeugbestand der Berliner Straßenbahn infolge sinkender Fahrgastzahlen drastisch zurück. Die Folge war eine Konzentration der Werkstattkapazität auf den Betriebshof Lichtenberg, lediglich kleinere Reparaturen werden noch vor Ort vorgenommen. Seit 1999 werden zudem die Linien im ehemaligen Bezirk Pankow von Weißensee aus bedient.
Der Betriebshof soll bis 2022 ausgebaut werden, um auch 40 m lange Flexity-Berlin-Fahrzeuge zu beheimaten.